# Міхай Зічі
Міхай Зічі (або Міхаль Зічі. Угорська вимова: [ˈmihaːj ˈzit͡ʃi]; нім. Michael von Zichy; 15 жовтня 1827 — 28 лютого 1906) — угорський живописець і графік. Вважається визначним представником угорського романтичного живопису. Протягом своєї кар'єри жив і працював переважно в Санкт-Петербурзі та Парижі.
Відомий тим, що в 1881 році на замовлення інтелігенції проілюстрував грузинську епопею «Витязь у тигровій шкурі». Після виконання замовлення він був настільки зворушений твором, що подарував свої роботи, 35 картин, грузинському народу.

## Біографія
Під час навчання на праві в Пешті з 1842 року Зічі також відвідував художню школу Якаба Марастоні. У 1844 році він поїхав до Відня, щоб навчатися у Фердинанда Георга Вальдмюллера. Рятувальний човен, його перша велика робота, була написана в цей період. За рекомендацією Вальдмюллера Зіхі був прийнятий учителем мистецтва в Петербурзі. Він присягнув на вірність свободі в 1849 році, написавши портрет Лайоша Батьяні, першого прем’єр-міністра Угорщини. З 1850 року він працював переважно ретушером. Він також робив малюнки олівцем, акварелі, портрети олією. Його еротичні малюнки відрізняються теплою інтенсивністю, оскільки обидва члени пари здаються рівними партнерами. Серія про гатчинське полювання, створена за замовленням російського царя, здобула Зічі статус придворного художника. Він заснував товариство для підтримки бідних художників. Він намалював «Автодафе» (1868), щоб відобразити жахи іспанської інквізиції в попередні століття. У 1871 році він подорожував Європою, оселився в Парижі в 1874 році.
Намалював «Королеву Єлизавету, що кладе квіти до труни Ференца Деака» на замовлення Треффора. Його наступна масштабна картина «П’яний поєдинок» Генріха III з’явилася в 1875 році. Картина «Перемога генія руйнування», написана для Паризької виставки, була заборонена французькою владою через її зухвале антимілітаристське послання. Зічі залишив Париж у 1881 році та повернувся до Санкт-Петербурга після короткого перебування в Ніцці, Відні та рідній Залі. Того року він також відвідав Тбілісі, Кавказьке намісництво (сьогодні Грузія). На замовлення інтелігенції країни йому було доручено проілюструвати грузинську епопею «Витязь у тигровій шкурі». Всього було написано 35 картин. Видавнича комісія епопеї обрала для друку 27 картин. Художник відмовився брати плату за замовлення, оскільки його дуже зворушив твір - він подарував свої роботи грузинському народу. З цього часу Зічі здебільшого займався ілюстрацією. Приклади робіт, які він ілюстрував, включають «Трагедію людини» Імре Мадаха, 1887 рік, і двадцять чотири балади Яноша Арані, 1894–98.